# Ərəbmehdibəy
Ərəbmehdibəy è un comune dell'Azerbaigian situato nel distretto di Ağsu. Conta una popolazione di 1.580 abitanti.